# تپه بدلبوی ۲
تپه بدلبوی ۲ مربوط به سدهٔ ۸–۶ ه.ق - هزاره اول قبل از میلاد است و در شهرستان ارومیه، بخش نازلو، دهستان نازلو چای، ابتدای ورودی روستای بدلبو واقع شده و این اثر در تاریخ ۲۵ آبان ۱۳۸۷ با شمارهٔ ثبت ۲۳۴۹۱ به‌عنوان یکی از آثار ملی ایران به ثبت رسیده است.